# Loe van Belle
Loe van Belle (født 24. januar 2002 i Zoetermeer) er en cykelrytter fra Holland, der er på kontrakt hos Team Visma | Lease a Bike.